# Nivatogastrium
Nivatogastrium Singer & A.H. Sm. – rodzaj grzybów z rodziny pierścieniakowatych (Strophariaceae). Według obecnych ustaleń Cabi Bioscience Databases jest synonimem rodzaju Pholiota, nadal jednak w Index Fungorum wymieniane są należące do niego gatunki. 

## Gatunki
- Nivatogastrium lignicola E. Horak 1971
- Nivatogastrium sulcatum E. Horak 1971

(na podstawie Species Fungorum.)